# Championnat d'Europe masculin de handball 2012
Navigation
Autriche 2010 Danemark 2014
La 10e édition du championnat d'Europe masculin de handball s'est déroulée du 15 au 29 janvier 2012 en Serbie. La Serbie a été désigné l'hôte de la compétition le 27 septembre 2008.
La compétition est marquée par le parcours de deux équipes : celui de la Serbie, qui profite de l'avantage de jouer à domicile pour atteindre la finale, et celui de la France, tenante du titre, qui ne termine qu'à la 11e place. C'est ainsi le Danemark qui remporte son deuxième titre dans la compétition après avoir battu l'Espagne en demi-finale (25-24) puis la Serbie en finale (21-19). Ces derniers ont écartés leurs voisins croates au terme d'une demi-finale dans une ambiance incandescente et émaillée par un incident sérieux, un joueur croate ayant été blessé par un projectile. La Croatie remportera malgré tout le bronze après avoir battu l'Espagne 31 à 27.
a été remportée par le Danemark sur le score de 21 à 19 contre l'équipe hôte de la compétition, la Serbie. La Croatie complète le podium après avoir battu l'Espagne 31 à 27. La France, tenante du titre, ne termine qu'à la 11e place.

## Présentation

### Lieux de compétition
Quatre villes ont été sélectionnées pour accueillir les matchs du championnat. La ville de Belgrade, possédant deux grandes salles, accueillera, elle, les matchs des deux phases.
| Ville                       | Salle                | Capacité      | Localisation                      |
| --------------------------- | -------------------- | ------------- | --------------------------------- |
| Belgrade                    | Belgrade Arena       | 20 000 places | \| Belgrade Niš Vršac Novi Sad \| |
| Belgrade                    | Pionir Arena         | 8 150 places  | \| Belgrade Niš Vršac Novi Sad \| |
| Niš                         | Sportski centar Čair | 5 000 places  | \| Belgrade Niš Vršac Novi Sad \| |
| Novi Sad                    | SPC Vojvodina        | 11 500 places | \| Belgrade Niš Vršac Novi Sad \| |
| Vršac                       | Millennium Hall      | 5 000 places  | \| Belgrade Niš Vršac Novi Sad \| |
| Belgrade Niš Vršac Novi Sad |                      |               |                                   |

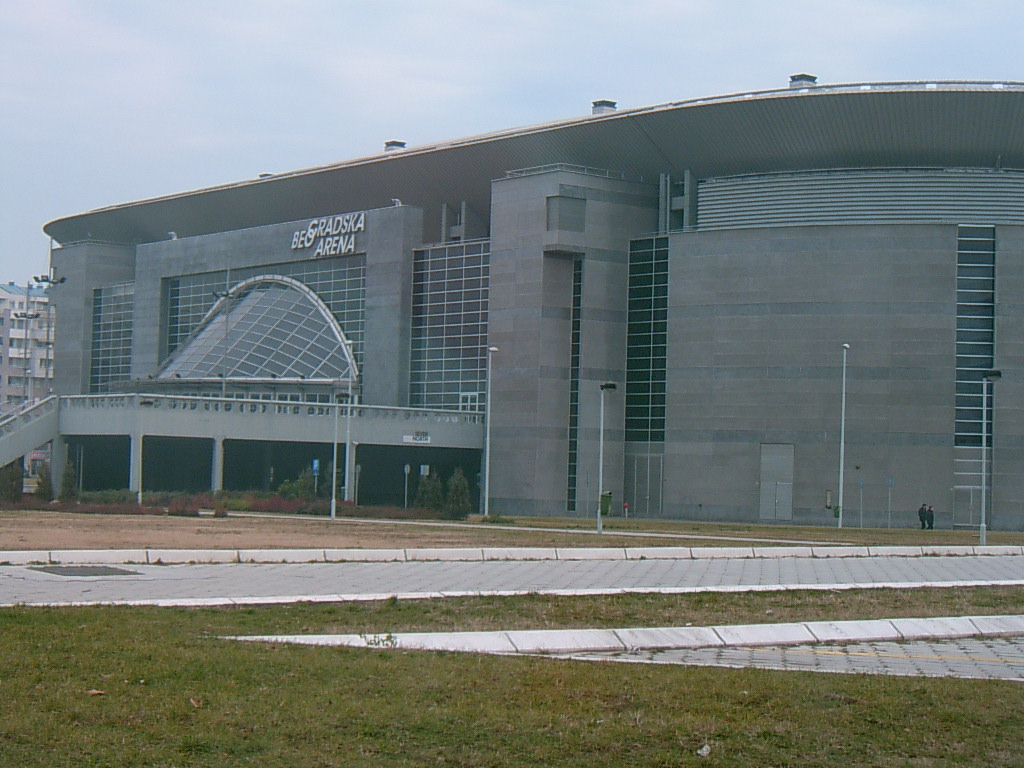
La Belgrade Arena
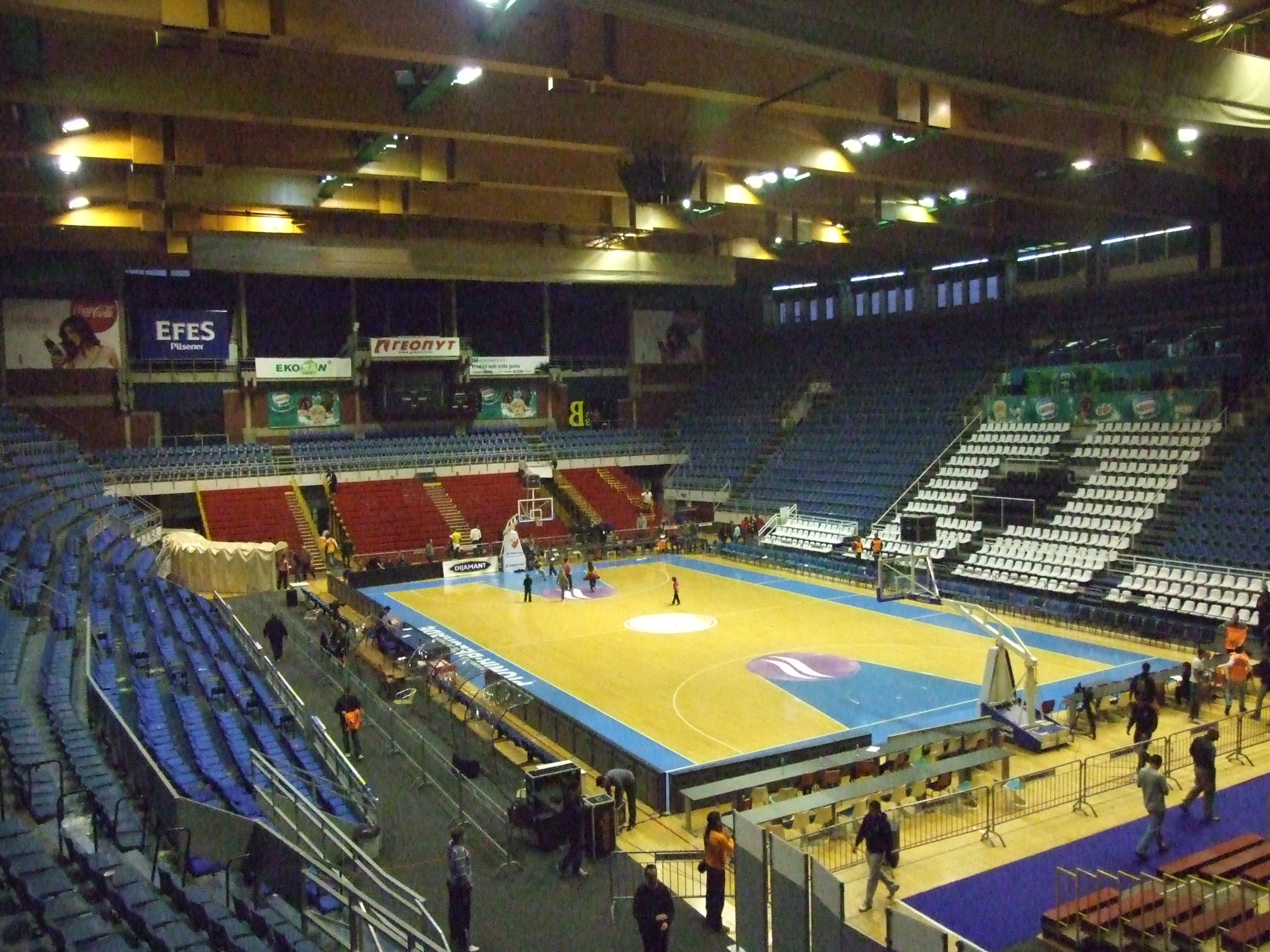
La Pionir Arena
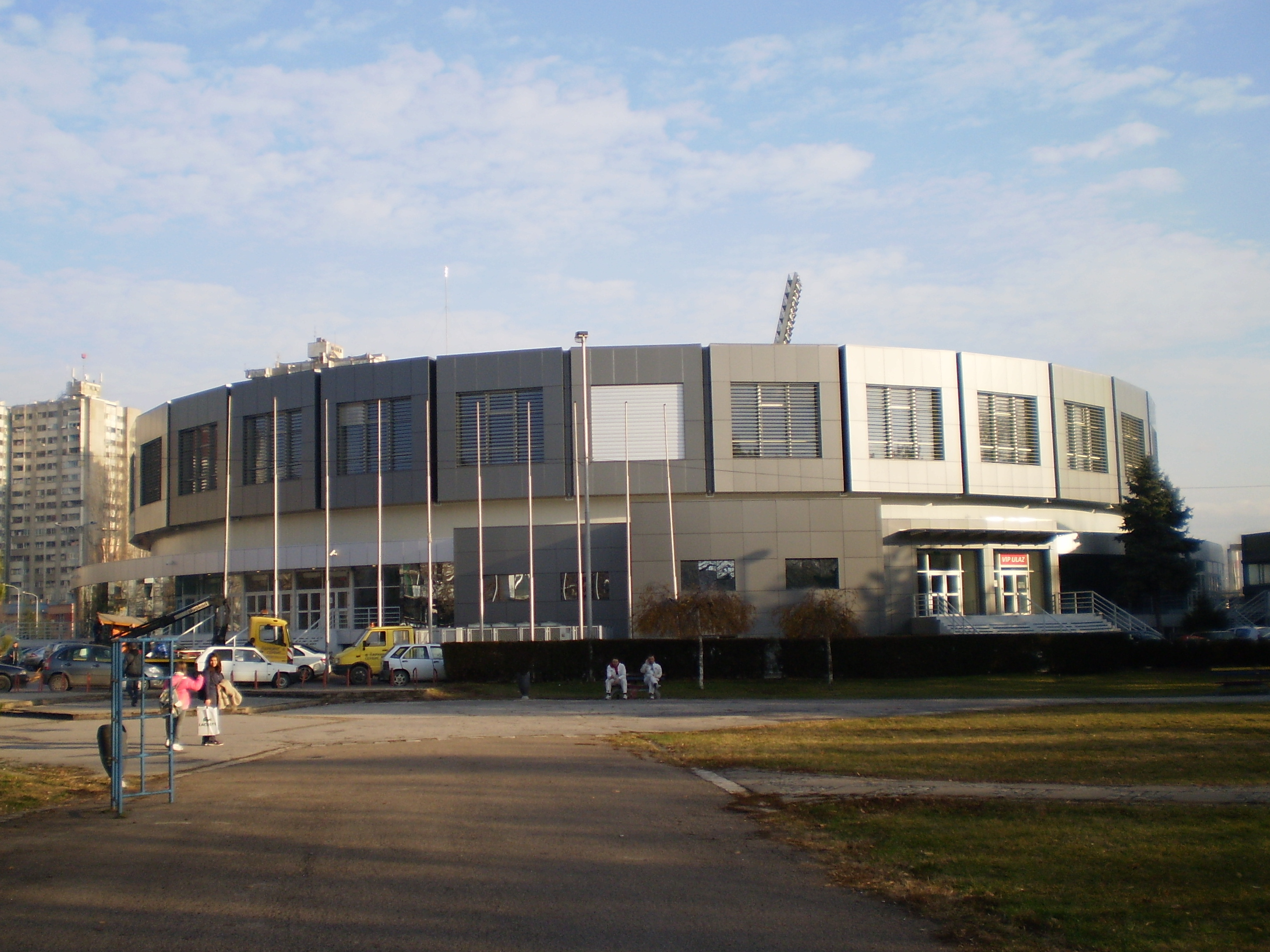
Le Sportski centar Čair
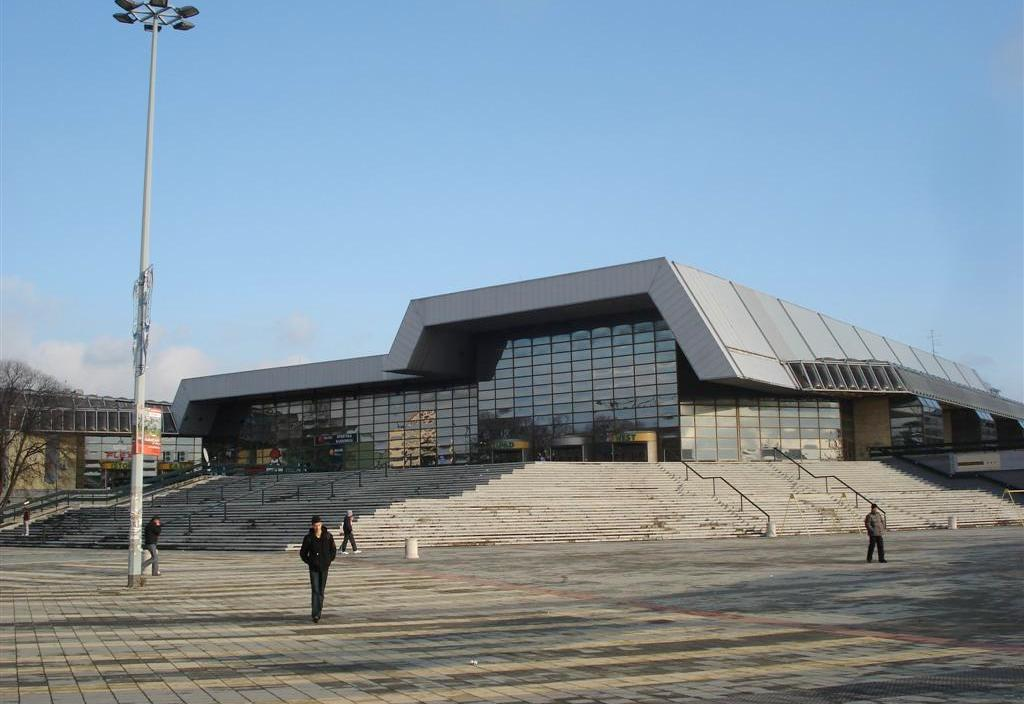
Le SPC Vojvodina
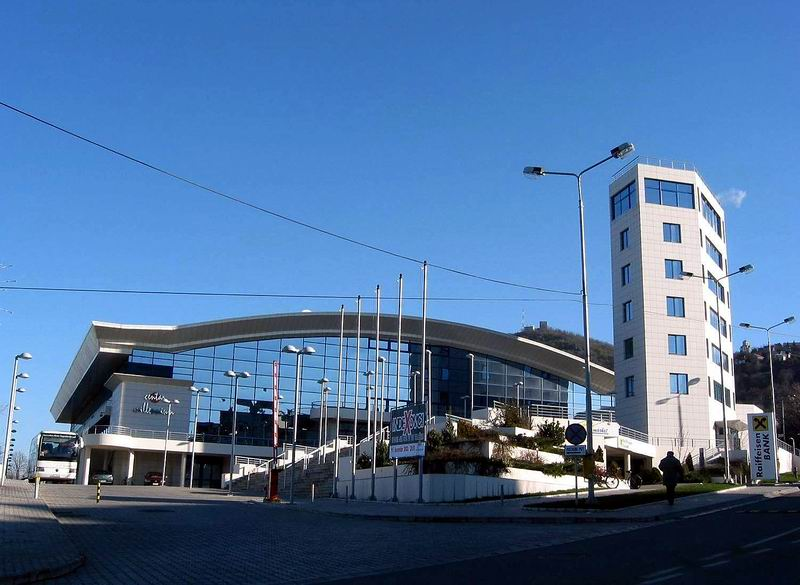
Le Millennium Hall

### Équipes participantes
| Pays         | Qualifié en tant que  | Date de la qualification |
| ------------ | --------------------- | ------------------------ |
| Serbie       | Pays organisateur     | 27 septembre 2008        |
| France       | Champion en titre     | 31 janvier 2010          |
| Hongrie      | Vainqueur du groupe 1 | 13 mars 2011             |
| Croatie      | Vainqueur du groupe 2 | 13 mars 2011             |
| Pologne      | Vainqueur du groupe 3 | 12 juin 2011             |
| Suède        | Vainqueur du groupe 4 | 8 juin 2011              |
| Allemagne    | Vainqueur du groupe 5 | 8 juin 2011              |
| Norvège      | Vainqueur du groupe 6 | 8 juin 2011              |
| Danemark     | Vainqueur du groupe 7 | 8 juin 2011              |
| Macédoine    | Deuxième du groupe 1  | 12 juin 2011             |
| Espagne      | Deuxième du groupe 2  | 9 juin 2011              |
| Slovénie     | Deuxième du groupe 3  | 12 juin 2011             |
| Slovaquie    | Deuxième du groupe 4  | 9 juin 2011              |
| Islande      | Deuxième du groupe 5  | 12 juin 2011             |
| Rép. tchèque | Deuxième du groupe 6  | 11 juin 2011             |
| Russie       | Deuxième du groupe 7  | 8 juin 2011              |

### Tirage au sort
Les 16 équipes sont réparties en 4 chapeaux selon leurs résultats au tour qualificatif et le classement du championnat d'Europe 2010. Les équipes de chaque chapeau ne peuvent pas se rencontrer entre elles dès la phase de groupes. Le tirage au sort a lieu le 15 juin 2011 à Belgrade. En tant que pays organisateur, la Serbie a pu répartir manuellement une équipe par chapeau dans 4 groupes distincts. Ces équipes sont la Macédoine (groupe B), la Hongrie (groupe C), la Croatie (groupe D) et la Serbie elle-même (groupe A).
| Chapeau 1 | Chapeau 2 | Chapeau 3    | Chapeau 4 |
| --------- | --------- | ------------ | --------- |
| France    | Danemark  | Serbie       | Slovénie  |
| Croatie   | Norvège   | Islande      | Russie    |
| Allemagne | Hongrie   | Espagne      | Macédoine |
| Pologne   | Suède     | Rép. tchèque | Slovaquie |

### Effectifs
Pour chacune des 16 équipes, une liste de 28 joueurs sélectionnables a été transmise à l'EHF le 16 décembre 2011 : seuls ces 28 joueurs sont éligibles à participer à la compétition, les ajouts ou échanges ne sont pas autorisés.
Début janvier, chaque équipe sélectionne 16 joueurs parmi ces 28. En cours de compétition, un maximum de 3 remplacements de joueurs (2 maximum à la fin du tour préliminaire, 2 maximum à la fin du tour principal) peut être fait parmi ces 28 joueurs sélectionnables.
Parmi ces 448 joueurs enregistrés, on trouve les statistiques suivantes :
- joueur le plus grand : 212 cm, Nikolaj Markussen (Danemark)
- joueur le plus petit : 173 cm, Łukasz Janyst (POL) et Alexeï Chindine (RUS)
- joueur le plus lourd : 130 kg, Rafael Baena González (ESP)
- joueur le plus léger : 70 kg, Timour Dibirov (RUS)
- joueur le plus jeune : 18 ans, Paweł Paczkowski (POL)
- joueurs les plus âgés : 39 ans, Johnny Jensen (NOR), José Javier Hombrados (ESP), Steinar Ege (NOR), Lars Christiansen (DAN) et Stevče Aluševski (en) (MKD)
- joueur le plus sélectionné : 347 matchs, Didier Dinart (FRA)
- meilleurs buteurs internationaux :
  - 1 497 buts, Ólafur Stefánsson (ISL),
  - 1 475 buts, Lars Christiansen (DAN),
  - 1 284 buts, Jérôme Fernandez (FRA).
- club avec le plus de joueurs : 18, Medvedi Tchekhov (RUS).

## Tour préliminaire

### Groupe A (Belgrade)
|   | Équipe    | Pts | J | G | N | P | Bp | Bc | Diff |
| - | --------- | --- | - | - | - | - | -- | -- | ---- |
| 1 | Serbie    | 5   | 3 | 2 | 1 | 0 | 67 | 61 | 6    |
| 2 | Pologne   | 4   | 3 | 2 | 0 | 1 | 86 | 72 | 14   |
| 3 | Danemark  | 2   | 3 | 1 | 0 | 2 | 78 | 76 | 2    |
| 4 | Slovaquie | 1   | 3 | 0 | 1 | 2 | 70 | 92 | -22  |

| Date       | Équipe 1  | Score   | Équipe 2  |
| ---------- | --------- | ------- | --------- |
| 15 janvier | Pologne   | 18 – 22 | Serbie    |
| 15 janvier | Danemark  | 30 – 25 | Slovaquie |
| 17 janvier | Slovaquie | 24 – 41 | Pologne   |
| 17 janvier | Serbie    | 24 – 22 | Danemark  |
| 19 janvier | Pologne   | 27 – 26 | Danemark  |
| 19 janvier | Serbie    | 21 – 21 | Slovaquie |

### Groupe B (Niš)
|   | Équipe       | Pts | J | G | N | P | Bp | Bc | Diff |
| - | ------------ | --- | - | - | - | - | -- | -- | ---- |
| 1 | Allemagne    | 4   | 3 | 2 | 0 | 1 | 77 | 74 | 3    |
| 2 | Macédoine    | 3   | 3 | 1 | 1 | 1 | 76 | 71 | 5    |
| 3 | Suède        | 3   | 3 | 1 | 1 | 1 | 83 | 84 | -1   |
| 4 | Rép. tchèque | 2   | 3 | 1 | 0 | 2 | 77 | 84 | -7   |

| Date       | Équipe 1     | Score   | Équipe 2     |
| ---------- | ------------ | ------- | ------------ |
| 15 janvier | Allemagne    | 24 – 27 | Rép. tchèque |
| 15 janvier | Suède        | 26 – 26 | Macédoine    |
| 17 janvier | Macédoine    | 23 – 24 | Allemagne    |
| 17 janvier | Rép. tchèque | 29 – 33 | Suède        |
| 19 janvier | Allemagne    | 29 – 24 | Suède        |
| 19 janvier | Rép. tchèque | 21 – 27 | Macédoine    |

### Groupe C (Novi Sad)
|   | Équipe  | Pts | J | G | N | P | Bp | Bc | Diff |
| - | ------- | --- | - | - | - | - | -- | -- | ---- |
| 1 | Espagne | 5   | 3 | 2 | 1 | 0 | 83 | 77 | 6    |
| 2 | Hongrie | 4   | 3 | 1 | 2 | 0 | 81 | 78 | 3    |
| 3 | France  | 2   | 3 | 1 | 0 | 2 | 77 | 79 | -2   |
| 4 | Russie  | 1   | 3 | 0 | 1 | 2 | 82 | 89 | -7   |

| Date       | Équipe 1 | Score   | Équipe 2 |
| ---------- | -------- | ------- | -------- |
| 16 janvier | France   | 26 – 29 | Espagne  |
| 16 janvier | Hongrie  | 31 – 31 | Russie   |
| 18 janvier | Russie   | 24 – 28 | France   |
| 18 janvier | Espagne  | 24 – 24 | Hongrie  |
| 20 janvier | Espagne  | 30 – 27 | Russie   |
| 20 janvier | France   | 23 – 26 | Hongrie  |

### Groupe D (Vršac)
|   | Équipe   | Pts | J | G | N | P | Bp | Bc | Diff | Dép |
| - | -------- | --- | - | - | - | - | -- | -- | ---- | --- |
| 1 | Croatie  | 6   | 3 | 3 | 0 | 0 | 88 | 78 | 10   | /   |
| 2 | Slovénie | 2   | 3 | 1 | 0 | 2 | 90 | 91 | -1   | +1  |
| 3 | Islande  | 2   | 3 | 1 | 0 | 2 | 95 | 97 | -2   | 0   |
| 4 | Norvège  | 2   | 3 | 1 | 0 | 2 | 80 | 87 | -7   | -1  |

| Date       | Équipe 1 | Score   | Équipe 2 |
| ---------- | -------- | ------- | -------- |
| 16 janvier | Croatie  | 31 – 29 | Islande  |
| 16 janvier | Norvège  | 28 – 27 | Slovénie |
| 18 janvier | Slovénie | 29 – 31 | Croatie  |
| 18 janvier | Islande  | 34 – 32 | Norvège  |
| 20 janvier | Islande  | 32 – 34 | Slovénie |
| 20 janvier | Croatie  | 26 – 20 | Norvège  |

## Tour principal
Seuls les points obtenus contre les autres équipes qualifiées sont conservés1.

### Groupe I (Belgrade)
|   | Équipe    | Pts | J | G | N | P | Bp  | Bc  | Diff |
| - | --------- | --- | - | - | - | - | --- | --- | ---- |
| 1 | Serbie    | 7   | 5 | 3 | 1 | 1 | 110 | 104 | 6    |
| 2 | Danemark  | 6   | 5 | 3 | 0 | 2 | 140 | 133 | 7    |
| 3 | Macédoine | 5   | 5 | 2 | 1 | 2 | 130 | 127 | 3    |
| 4 | Allemagne | 5   | 5 | 2 | 1 | 2 | 132 | 129 | 3    |
| 5 | Pologne   | 5   | 5 | 2 | 1 | 2 | 132 | 136 | -4   |
| 6 | Suède     | 2   | 5 | 0 | 2 | 3 | 124 | 139 | -15  |

| Date              | Équipe 1 | Score   | Équipe 2  |
| ----------------- | -------- | ------- | --------- |
| 21 janvier, 16h15 | Pologne  | 29 – 29 | Suède     |
| 21 janvier, 18h15 | Danemark | 33 – 32 | Macédoine |
| 21 janvier, 20h15 | Serbie   | 21 – 21 | Allemagne |
| 23 janvier, 16h20 | Pologne  | 25 – 27 | Macédoine |
| 23 janvier, 18h20 | Danemark | 28 – 26 | Allemagne |
| 23 janvier, 20h20 | Serbie   | 24 – 21 | Suède     |
| 25 janvier, 16h15 | Pologne  | 33 – 32 | Allemagne |
| 25 janvier, 18h15 | Danemark | 31 – 24 | Suède     |
| 25 janvier, 20h15 | Serbie   | 19 – 22 | Macédoine |

### Groupe II (Novi Sad)
|   | Équipe   | Pts | J | G | N | P | Bp  | Bc  | Diff |
| - | -------- | --- | - | - | - | - | --- | --- | ---- |
| 1 | Espagne  | 9   | 5 | 4 | 1 | 0 | 143 | 130 | 13   |
| 2 | Croatie  | 7   | 5 | 3 | 1 | 1 | 137 | 128 | 9    |
| 3 | Slovénie | 4   | 5 | 2 | 0 | 3 | 153 | 156 | -3   |
| 4 | Hongrie  | 4   | 5 | 1 | 2 | 2 | 125 | 130 | -5   |
| 5 | Islande  | 3   | 5 | 1 | 1 | 3 | 143 | 146 | -3   |
| 6 | France   | 3   | 5 | 1 | 1 | 3 | 128 | 139 | -11  |

| Date              | Équipe 1 | Score   | Équipe 2 |
| ----------------- | -------- | ------- | -------- |
| 22 janvier, 16h10 | Hongrie  | 21 – 27 | Islande  |
| 22 janvier, 18h10 | France   | 28 – 26 | Slovénie |
| 22 janvier, 20h10 | Espagne  | 24 – 22 | Croatie  |
| 24 janvier, 16h10 | Espagne  | 31 – 26 | Islande  |
| 24 janvier, 18h10 | France   | 22 – 29 | Croatie  |
| 24 janvier, 20h10 | Hongrie  | 30 – 32 | Slovénie |
| 25 janvier, 16h10 | France   | 29 – 29 | Islande  |
| 25 janvier, 18h10 | Espagne  | 35 – 32 | Slovénie |
| 25 janvier, 20h10 | Hongrie  | 24 – 24 | Croatie  |

## Phase finale
|  | Demi-finales                              | Demi-finales                              |                        |    | Finale                                    | Finale                                    |
|  | Demi-finales                              | Demi-finales                              |                        |    | Finale                                    | Finale                                    |
|  |                                           |                                           |                        |    |                                           |                                           |
|  | 27 janvier 2012, Belgrade Arena, Belgrade | 27 janvier 2012, Belgrade Arena, Belgrade |                        |    | 29 janvier 2012, Belgrade Arena, Belgrade | 29 janvier 2012, Belgrade Arena, Belgrade |
|  | 27 janvier 2012, Belgrade Arena, Belgrade | 27 janvier 2012, Belgrade Arena, Belgrade |                        |    | 29 janvier 2012, Belgrade Arena, Belgrade | 29 janvier 2012, Belgrade Arena, Belgrade |
|  | Serbie                                    | 26                                        |                        |    | 29 janvier 2012, Belgrade Arena, Belgrade | 29 janvier 2012, Belgrade Arena, Belgrade |
|  | Serbie                                    | 26                                        |                        |    | 29 janvier 2012, Belgrade Arena, Belgrade | 29 janvier 2012, Belgrade Arena, Belgrade |
|  | Croatie                                   | 22                                        |                        |    | 29 janvier 2012, Belgrade Arena, Belgrade | 29 janvier 2012, Belgrade Arena, Belgrade |
|  | Croatie                                   | 22                                        | Serbie                 | 19 |                                           |                                           |
|  | 27 janvier 2012, Belgrade Arena, Belgrade |                                           | Serbie                 | 19 |                                           |                                           |
|  |                                           | Danemark                                  | 21                     |    |                                           |                                           |
|  | Espagne                                   | Danemark                                  | 21                     | 24 |                                           |                                           |
|  | Espagne                                   |                                           |                        | 24 |                                           |                                           |
|  | Danemark                                  | 25                                        |                        |    |                                           |                                           |
|  | Danemark                                  | 25                                        | Match pour la 3e place |    |                                           |                                           |
|  |                                           |                                           |                        |    |                                           |                                           |
|  | 29 janvier 2012, Belgrade Arena, Belgrade |                                           |                        |    |                                           |                                           |
|  |                                           |                                           |                        |    |                                           |                                           |
|  | Croatie                                   | 31                                        |                        |    |                                           |                                           |
|  | Croatie                                   | 31                                        |                        |    |                                           |                                           |
|  | Espagne                                   | 27                                        |                        |    |                                           |                                           |
|  | Espagne                                   | 27                                        |                        |    |                                           |                                           |

### Match pour la5eplace
| 27 janvier 2012 15h15 | Macédoine       | 28 – 27   | Slovénie       | Belgrade Arena à Belgrade Affluence : 5 500 Arbitrage : Ó. Raluy, Á. Sabroso |
| 27 janvier 2012 15h15 | Kiril Lazarov 8 | (16 – 12) | Jure Dolenec 7 | Belgrade Arena à Belgrade Affluence : 5 500 Arbitrage : Ó. Raluy, Á. Sabroso |
| 27 janvier 2012 15h15 | ×3 ×5           | Rapport   | ×3 ×6          | Belgrade Arena à Belgrade Affluence : 5 500 Arbitrage : Ó. Raluy, Á. Sabroso |

- Macédoine : K. Lazarov 8 (2), Stoilov 6, Alušovski 4, Temelkov 3, Mirkulovski 3, Mojsovski 2, Dimovski 1, F. Lazarov 1.
- Slovénie : Dolenec 7, L. Žvižej 6 (2), Brumen 4 (1), Gajič 4 (2), Zorman 4, Dobelšek 1, Špiler 1.

### Demi-finales
| 27 janvier 2012 18h00 | Espagne             | 24 – 25   | Danemark       | Belgrade Arena à Belgrade Affluence : 14 000 Arbitrage : N. Krstić, P. Ljubič |
| 27 janvier 2012 18h00 | Julen Aguinagalde 5 | (10 – 12) | Rasmus Lauge 6 | Belgrade Arena à Belgrade Affluence : 14 000 Arbitrage : N. Krstić, P. Ljubič |
| 27 janvier 2012 18h00 | ×3                  | Rapport   | ×3             | Belgrade Arena à Belgrade Affluence : 14 000 Arbitrage : N. Krstić, P. Ljubič |

- Danemark : Lauge Schmidt 6, Hansen 4, R. Toft Hansen 4, Eggert Jensen 3 (1), Mogensen 3, H. Toft Hansen 2, L. Christiansen 1, Lindberg 1, Svan Hansen 1.
- Espagne : Aguinagalde 5, Maqueda 4, R. Entrerrios 3, Romero 2 (2), Sarmiento 2, Tomás 2, Ugalde 2, García 1, García Parrondo 1, Gurbindo 1, Morros 1.

| 27 janvier 2012 20h15 | Serbie       | 26 – 22   | Croatie         | Belgrade Arena à Belgrade Affluence : 20 000 Arbitrage : N. Lazaar, L. Reveret |
| 27 janvier 2012 20h15 | Momir Ilić 8 | (13 – 14) | Marko Kopljar 7 | Belgrade Arena à Belgrade Affluence : 20 000 Arbitrage : N. Lazaar, L. Reveret |
| 27 janvier 2012 20h15 | ×3           | Rapport   | ×3 ×2           | Belgrade Arena à Belgrade Affluence : 20 000 Arbitrage : N. Lazaar, L. Reveret |

- Serbie : Ilić 8 (4), Vujin 6, Nikčević 4, Toskić 3, Stanković 3, Manojlović 1, Prodanović 1.
- Croatie : Kopljar 7, Vori 4, Čupić 3 (2), Lacković 3, Balić 2, Buntić 1, Horvat 1, Ninčević 1.

### Match pour la3eplace
| 29 janvier 2012 14h30 | Croatie                         | 31 – 27   | Espagne            | Belgrade Arena à Belgrade Arbitrage : L. Geipel, M. Helbig |
| 29 janvier 2012 14h30 | Blaženko Lacković, Ivan Čupić 7 | (13 – 12) | Daniel Sarmiento 7 | Belgrade Arena à Belgrade Arbitrage : L. Geipel, M. Helbig |
| 29 janvier 2012 14h30 | ×3 ×5                           | Rapport   | ×3 ×2              | Belgrade Arena à Belgrade Arbitrage : L. Geipel, M. Helbig |

- Croatie : Sarmiento 7, Romero 6 (5), Tomás 4, García Parrondo 3 (1), Aguinagalde 2, A. Entrerríos 1, Gurbindo 1, Maqueda 1, R. Entrerríos 1, Cañellas 1.
- Espagne : Čupić 7 (3), Lacković 7, Vori 6, Kopljar 4, Ninčević 4, Balić 1, Gojun 1, Vuković 1.

### Finale
| 29 janvier 2012 17h00 | Serbie             | 19 – 21 | Danemark        | Belgrade Arena à Belgrade Arbitrage : K. Abrahamsen, A. Kristiansen |
| 29 janvier 2012 17h00 | Rajko Prodanović 4 | (7 – 9) | Mikkel Hansen 9 | Belgrade Arena à Belgrade Arbitrage : K. Abrahamsen, A. Kristiansen |
| 29 janvier 2012 17h00 | ×4 ×1              | Rapport | ×2 ×3           | Belgrade Arena à Belgrade Arbitrage : K. Abrahamsen, A. Kristiansen |

- Serbie : Prodanović 4, Vučković 3, Vujin 2 (1), Ilić 2 (1), Nikčević 2, Toskić 2, Stojković 2, Manojlović 1 , Beljanski 1, Cutura .
- Danemark : Hansen 9, Eggert 3 (1), Lauge 2, Markussen 2, Lindberg 2, Spellerberg 1, R. Toft Hansen 1, Søndergaard 1, H. Toft Hansen , Svan .

## Classement final
| Rang                       | Nation       | J | G | N | P | Bp  | Bc  | Diff |
| -------------------------- | ------------ | - | - | - | - | --- | --- | ---- |
| Médaille d'or, Europe      | Danemark     | 8 | 6 | 0 | 2 | 216 | 201 | +15  |
| Médaille d'argent, Europe  | Serbie       | 8 | 4 | 2 | 2 | 176 | 168 | +8   |
| Médaille de bronze, Europe | Croatie      | 8 | 5 | 1 | 2 | 216 | 201 | +15  |
| 4                          | Espagne      | 8 | 5 | 1 | 2 | 224 | 213 | +11  |
|                            |              |   |   |   |   |     |     |      |
| 5                          | Macédoine    | 7 | 4 | 1 | 2 | 185 | 175 | +10  |
| 6                          | Slovénie     | 7 | 2 | 0 | 5 | 207 | 212 | -5   |
|                            |              |   |   |   |   |     |     |      |
| 7                          | Allemagne    | 6 | 2 | 1 | 3 | 156 | 156 | 0    |
| 8                          | Hongrie      | 6 | 1 | 3 | 2 | 156 | 161 | -5   |
| 9                          | Pologne      | 6 | 3 | 1 | 2 | 173 | 160 | +13  |
| 10                         | Islande      | 6 | 2 | 1 | 3 | 177 | 178 | -1   |
| 11                         | France       | 6 | 2 | 1 | 3 | 156 | 163 | -7   |
| 12                         | Suède        | 6 | 1 | 2 | 3 | 157 | 168 | -11  |
|                            |              |   |   |   |   |     |     |      |
| 13                         | Norvège      | 3 | 1 | 0 | 2 | 80  | 87  | -7   |
| 14                         | Rép. tchèque | 3 | 1 | 0 | 2 | 77  | 84  | -7   |
| 15                         | Russie       | 3 | 0 | 1 | 2 | 82  | 89  | -7   |
| 16                         | Slovaquie    | 3 | 0 | 1 | 2 | 70  | 92  | -22  |

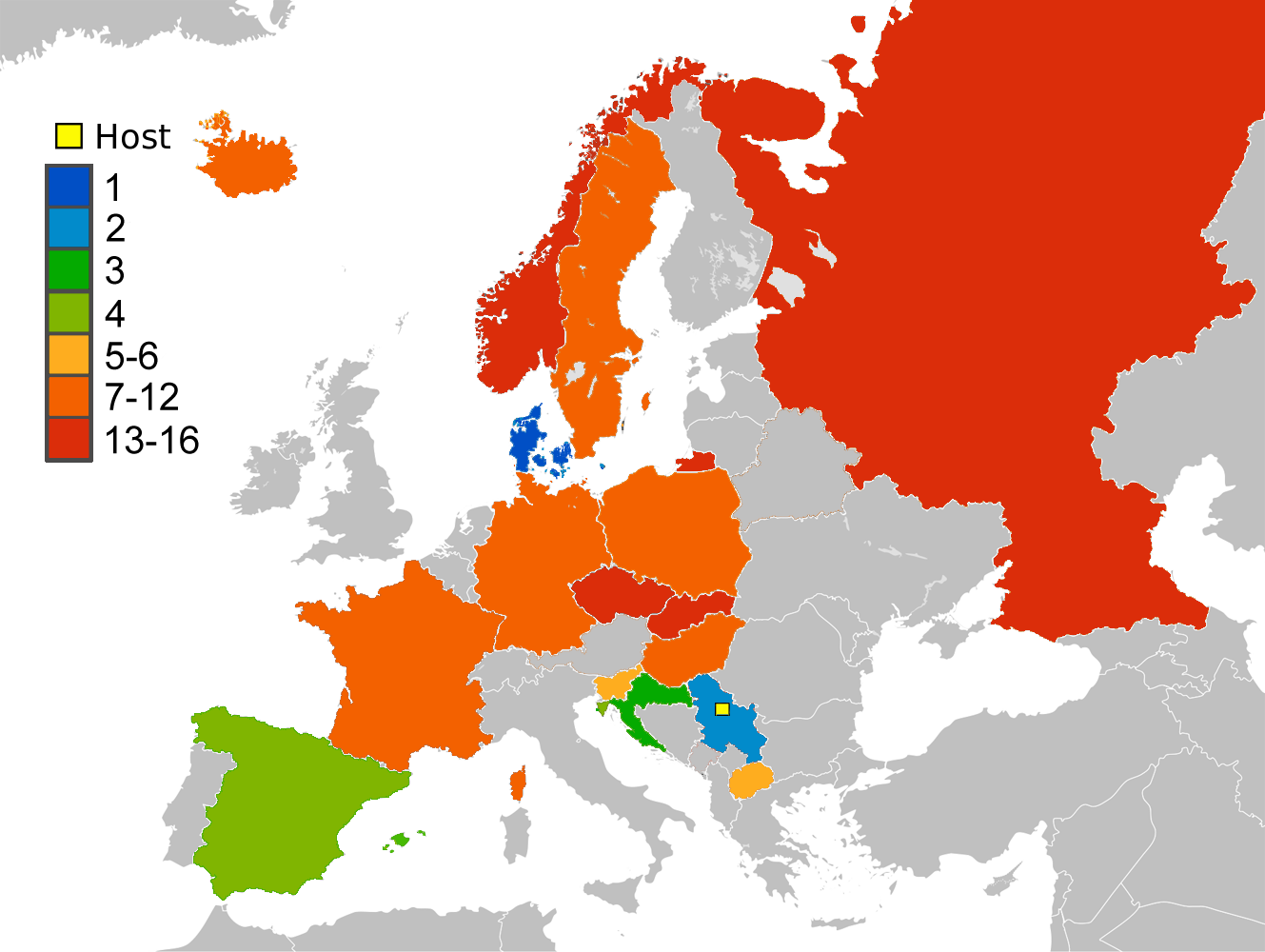
Classement final de l'Euro 2012 selon les nations.

L'équipe vainqueur de ce Championnat d'Europe 2012, le Danemark, est automatiquement qualifiée pour :
- les Jeux olympiques d'été de 2012 à Londres (Royaume-Uni),
- le championnat du monde 2013 en Espagne
- le championnat d'Europe 2014 au Danemark.

Les équipes classées à la 2e (Serbie) et à la 3e place (Croatie) sont également qualifiées pour les tournois de qualification pour les Jeux olympiques de 2012 et pour le championnat du monde 2013. La Croatie et l'Espagne (4e) étant déjà qualifiés pour les tournois de qualification olympique du fait de leur classement lors du championnat du monde 2011, la seconde place est attribuée à la Macédoine, cette dernière ayant gagné le match de classement pour la cinquième place de l'Euro 2012 contre la Slovénie.
Les places de sept à douze sont déterminées de la façon suivante : les places de sept et huit sont attribuées aux équipes classées quatrième lors du tour principal - la distinction entre les deux équipes se faisant suivant leurs résultats dans ce tour principal. Sur le même principe, les places de neuf et dix sont attribuées aux deux équipes cinquième, les sixièmes se voyant attribuées les places de onze et douze.

## Statistiques et récompenses

### Équipe-type
| \| · Stanić · Sigurðsson · R. Toft Hansen · Sprenger · Hansen · Zorman · Kopljar Meilleur joueur : Momir Ilić Meilleur défenseur : Morros Meilleur buteur : Lazarov (61 buts) \| |
| Équipe-type du championnat d'Europe 2012 |
| · Stanić · Sigurðsson · R. Toft Hansen · Sprenger · Hansen · Zorman · Kopljar Meilleur joueur : Momir Ilić Meilleur défenseur : Morros Meilleur buteur : Lazarov (61 buts)       |

L'équipe type désignée à l'issue du tournoi est composée de, :
- Meilleur joueur : Momir Ilić,  Serbie
- Meilleur gardien de but : Darko Stanić,  Serbie
- Meilleur ailier gauche : Guðjón Valur Sigurðsson,  Islande
- Meilleur arrière gauche : Mikkel Hansen,  Danemark
- Meilleur demi-centre : Uroš Zorman,  Slovénie
- Meilleur pivot : René Toft Hansen,  Danemark
- Meilleur arrière droit : Marko Kopljar,  Croatie
- Meilleur ailier droit : Christian Sprenger,  Allemagne
- Meilleur défenseur : Viran Morros,  Espagne

### Statistiques collectives
- Meilleure attaque :  Slovénie (29,6 buts par match)
- Meilleure défense :  Serbie (21 buts par match)

### Statistiques individuelles
| Rang | Joueur                  | Équipe    | Buts | Tirs | %      | MJ | Moy. |
| ---- | ----------------------- | --------- | ---- | ---- | ------ | -- | ---- |
| 1    | Kiril Lazarov           | Macédoine | 61   | 114  | 53,5 % | 7  | 8,7  |
| 2    | Dragan Gajić            | Slovénie  | 48   | 67   | 71,6 % | 7  | 6,9  |
| 3    | Mikkel Hansen           | Danemark  | 45   | 89   | 50,6 % | 8  | 5,6  |
| 4    | Gábor Császár           | Hongrie   | 43   | 68   | 63,2 % | 6  | 7,2  |
| 5    | Ivan Čupić              | Croatie   | 42   | 55   | 76,4 % | 8  | 5,3  |
| 6    | Guðjón Valur Sigurðsson | Islande   | 41   | 63   | 65,1 % | 6  | 6,8  |
| 7    | Momir Ilić              | Serbie    | 34   | 72   | 47,2 % | 8  | 4,3  |
| 8    | Niclas Ekberg           | Suède     | 33   | 51   | 64,7 % | 6  | 5,5  |
| 9    | Blaženko Lacković       | Croatie   | 32   | 56   | 57,1 % | 8  | 4,0  |
| 10   | Anders Eggert           | Danemark  | 30   | 39   | 76,9 % | 8  | 3,8  |
| 10   | Luka Žvižej             | Slovénie  | 30   | 41   | 73,2 % | 7  | 4,3  |
| 10   | Jure Dolenec            | Slovénie  | 30   | 47   | 63,8 % | 7  | 4,3  |

| Rang | Joueur                 | Équipe    | %     | Arrêts | Tirs | MJ | Moy. |
| ---- | ---------------------- | --------- | ----- | ------ | ---- | -- | ---- |
| 1    | Petar Angelov          | Macédoine | 47,8% | 11     | 23   | 3  | 3,7  |
| 2    | Darko Stanić           | Serbie    | 42,0% | 84     | 200  | 8  | 10,5 |
| 3    | Ole Erevik             | Norvège   | 38,8% | 40     | 103  | 3  | 13,3 |
| 4    | Richard Štochl         | Slovaquie | 36,2% | 38     | 105  | 3  | 12,7 |
| 5    | Niklas Landin Jacobsen | Danemark  | 35,8% | 105    | 293  | 8  | 13,1 |
| 6    | Mattias Andersson      | Suède     | 35,7% | 10     | 28   | 1  | 10,0 |
| 7    | Borko Ristovski        | Macédoine | 35,2% | 81     | 230  | 7  | 11,6 |
| 8    | Johan Sjöstrand        | Suède     | 34,9% | 45     | 129  | 5  | 9,0  |
| 9    | Vadim Bogdanov         | Russie    | 34,2% | 13     | 38   | 3  | 4,3  |
| 10   | Mirko Alilović         | Croatie   | 33,3% | 80     | 240  | 8  | 10,0 |

## Effectif des équipes sur le podium

### Champion d'Europe:Danemark
L'effectif du Danemark, champion d'Europe, est :
- Niklas Landin Jacobsen
- Thomas Mogensen
- Mads Christiansen
- Rasmus Lauge
- Lars Christiansen
- Nikolaj Markussen
- Anders Eggert
- Bo Spellerberg
- Lasse Svan Hansen
- Hans Lindberg
- Rene Toft Hansen
- Marcus Cleverly
- Kasper Søndergaard
- Henrik Toft Hansen
- Mikkel Hansen
- Kasper Nielsen

Sélectionneur
- Ulrik Wilbek

### Vice-champion d'Europe:Serbie
L'effectif de la Serbie, vice-champion d'Europe, est :
- Dragan Marjanac
- Žarko Šešum
- Marko Vujin
- Ivan Nikčević
- Nikola Manojlović
- Alem Toskić
- Darko Stanić
- Momir Ilić
- Dobrivoje Marković
- Rajko Prodanović
- Rastko Stojković
- Momir Rnić
- Miloš Kostadinović
- Bojan Beljanski
- Nenad Vučković
- Dalibor Čutura
- Ivan Stanković
- Petar Nenadić

Sélectionneur
- Veselin Vuković

### Troisième place:Croatie
L'effectif de la Croatie, médaille de bronze, est :
- Ivano Balić
- Domagoj Duvnjak
- Blaženko Lacković
- Marko Kopljar
- Igor Vori
- Jakov Gojun
- Venio Losert
- Zlatko Horvat
- Drago Vuković
- Damir Bičanić
- Denis Buntić
- Mirko Alilović
- Manuel Štrlek
- Ivan Čupić
- Željko Musa
- Ivan Ninčević

Sélectionneur
- Slavko Goluža